# Wrigley Field
Wrigley Field er et legendarisk baseballstadion i Chicago i Illinois, USA, der i næsten et århundrede har været hjemmebane for MLB-klubben Chicago Cubs. Stadionet har plads til 41.118 tilskuere, og blev indviet 23. april 1914, men har flere gange siden, senest i 2006, gennemgået renoveringer der har givet stadionet dets nuværende udseende. 
Wrigley Field var desuden en årrække hjemmebane for Chicagos footballhold Chicago Bears, der nu spiller på Soldier Field.